# Hemicidaridae
Famille
Les Hemicidaridae sont une famille éteinte d'oursins de la sous-classe des oursins modernes (Euechinoidea).

## Description

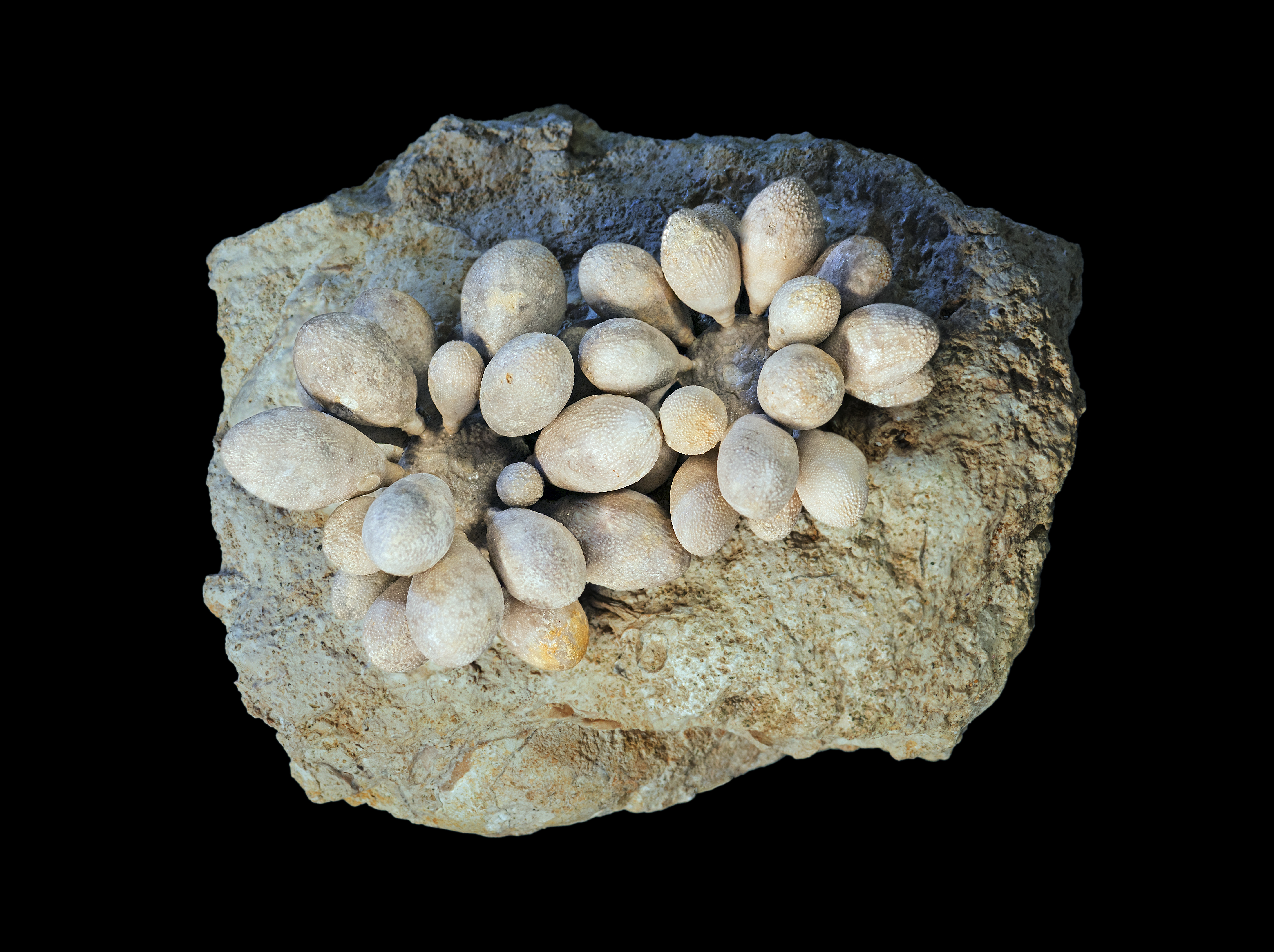
Pseudocidaris mammosa avec ses radioles ovoïdes du Kimméridgien de Charente-Maritime (France).
(Muséum de Toulouse).

Ce sont des oursins réguliers : le test (coquille) est plus ou moins sphérique, protégé par des radioles (piquants), l'ensemble suivant une symétrie pentaradiaire (centrale d'ordre 5) reliant la bouche (péristome) située au centre de la face orale (inférieure) à l'anus (périprocte) situé à l'apex aboral (pôle supérieur).
Dans cette famille, le disque apical est relativement réduit, dicyclique ou hémicyclique, fermement soudé, avec un périprocte circulaire. Les tubercules primaires sont significativement plus grosses sur les plaques interambulacraires que sur les plaques ambulacraires ; elles sont perforées et généralement crénulées. Le péristome est beaucoup plus large que le périprocte, avec des encoches buccales très marquées.

## Systématique
- La famille des Hemicidaridae a été décrite par le paléontologue Thomas Wright en 1857[3].
- Le genre type pour cette famille est Hemicidaris Agassiz 1838.

Les espèces de cette famille ont vécu en Europe, en Afrique et en Amérique du Nord au cours du Jurassique et du Crétacé inférieur.

## Liste des sous-famille et genres
Selon World Register of Marine Species (30 avril 2021) :
- † sous-famille Pseudocidarinae Smith & Wright, 1993
  - † genre Cherreauma Vadet, Nicolleau & Pineau, 1996
  - † genre Cidaropsis Cotteau, 1863
  - † genre Plesiocidaris Pomel, 1883
  - † genre Pseudocidaris Pomel, 1883
- genres directement rattachés à la famille des Hemicidaridae :
- † genre Asterocidaris Cotteau, 1859
- † genre Gymnocidaris L. Agassiz, 1838
- † genre Hemicidaris L. Agassiz, 1838
- † genre Hemitiaris Pomel, 1883

Selon BioLib (13 mars 2022) :
- sous-famille Hemicidarinae Wright, 1857 †
  - genre Asterocidaris Cotteau, 1859 †
  - genre Gymnocidaris L. Agassiz, 1838 †
  - genre Hemicidaris Agassiz, 1838 †
  - genre Hemitiaris Pomel, 1883 †
- sous-famille Pseudocidarinae Smith & Wright, 1993 †
  - genre Cidaropsis Cotteau, 1863 †
  - genre Plesiocidaris Pomel, 1883 †
  - genre Pseudocidaris Pomel, 1883 †
- genre Eurypneustes Duncan & Sladen, 1882 †

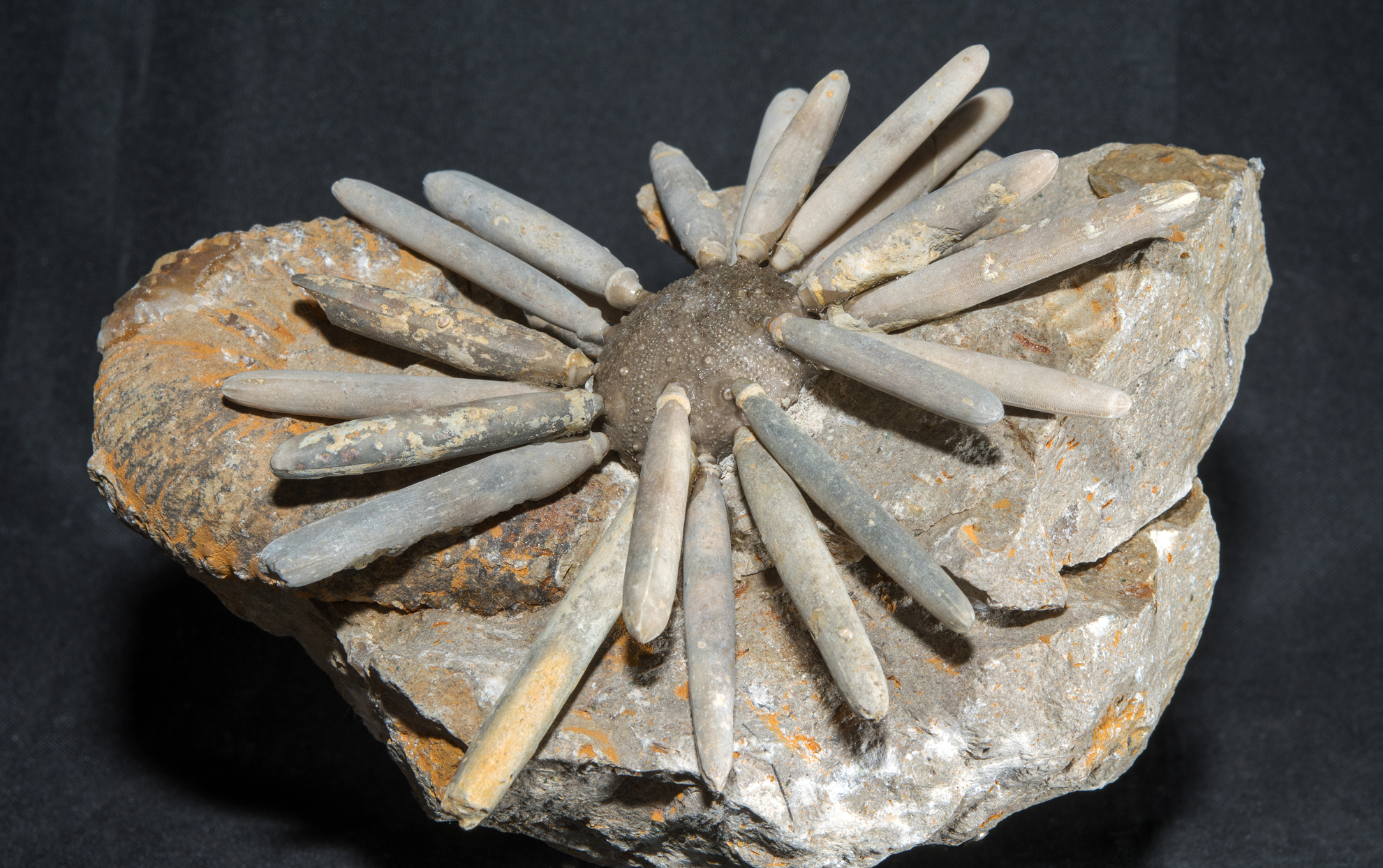
Asterocidaris bistriata.
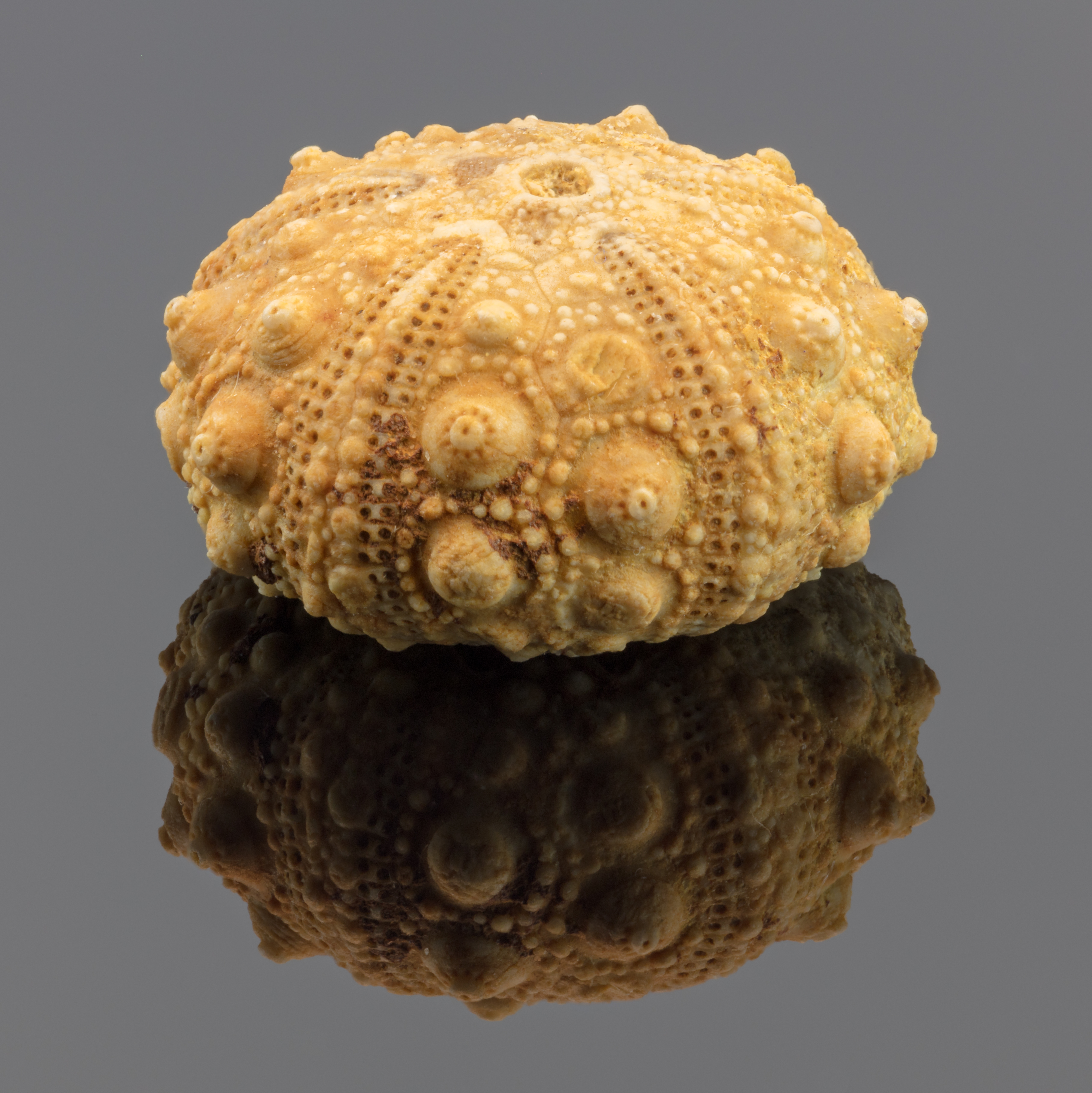
Hypodiadema guerangeri

## Publication originale
- Thomas Wright, Monograph on the British fossil Echinodermata of the oolitic formations (publication), Inconnu, Londres, 1857. - vol. 1